# Fernando Gelich
Fernando Gelich (Verona, 13 luglio 1889 – Roma, 16 dicembre 1950) è stato un generale italiano, veterano della prima guerra mondiale e della guerra civile spagnola. Durante la seconda guerra mondiale partecipò alla battaglia delle Alpi Occidentali, e poi campagna di Tunisia al comando della 1ª Divisione fanteria "Superga". Decorato con la Croce di Cavaliere dell'Ordine militare di Savoia e quella di Ufficiale dell'Ordine militare d'Italia, con una Medaglia d'argento, tre di bronzo e due Croci di guerra al valor militare.

## Biografia
Proveniente da nobile famiglia veneta, il conte Gelich nacque a Verona il 13 luglio 1889, figlio di Vittorio ed Eugenia Spandri.
Allievo dal 1904 del Collegio Militare di Roma, il 30 settembre 1907 iniziò a frequentare la Regia Accademia Militare di Artiglieria e Genio di Torino, da cui uscì con il grado di sottotenente dell'arma di artiglieria il 19 settembre 1909, frequentando successivamente la Scuola di applicazione.
Promosso tenente il 1 maggio 1912, fu assegnato in servizio al 19º Reggimento artiglieria da campagna.
Promosso capitano il 18 aprile 1915, con l'entrata in guerra del Regno d'Italia, avvenuta il 24 dello stesso mese, partecipò alle operazioni belliche tra 1915 e il 1918, con il 3º Reggimento artiglieria da campo e successivamente come addetto al comando dell'VIII Corpo d'armata. Promosso maggiore il 17 marzo 1918, al termine del conflitto risultava decorato di una Medaglia d'argento, due di bronzo e una Croce di guerra al valor militare, e del titolo di Cavaliere dell'Ordine della Corona d'Italia.
A partire dal 19 agosto 1920 fu destinato in servizio presso il comando della Divisione militare di Treviso fino al 5 novembre successivo quando passò definitivamente in servizio presso lo Stato maggiore del Regio Esercito a Roma.
Fu poi riassegnato al 19º Reggimento artiglieria da campo di Firenze rimanendovi, come comandante di gruppo, tra il 10 novembre 1923 al 12 settembre 1926, ottenendo qui la promozione a tenente colonnello (anzianità 31 marzo 1926). Dal 13 settembre dello stesso anno ritornò in servizio al Ministero della guerra a Roma.
Dal 6 marzo 1927 fu assegnato presso l'Istituto Geografico Militare di Firenze, permanendovi sino al 21 settembre 1934, quando fu assegnato al 4º Reggimento artiglieria da campagna a Laurana.
Promosso colonnello 27 agosto 1934, fu dapprima comandante titolare, dal 1º ottobre dello stesso anno, del 4º Reggimento artiglieria "Carnaro" assegnato alla 15ª Divisione fanteria "Bergamo", di stanza a Laurana sul confine orientale. Nei primi mesi del 1937 svolse il ruolo di ufficiale di collegamento tra il comando del Corpo Truppe Volontarie e il quartiere generale dell'esercito nazionalista spagnolo. Dal 29 aprile 1937, rientrato in Patria decorato con una terza medaglia di bronzo e una seconda Croce di guerra al valor militare, fu assegnato al Corpo d'armata di Trieste.
Il 1 settembre 1938 fu trasferito in Cirenaica presso il XX Corpo d'armata con incarchi speciali e dall'ottobre seguente, promosso generale di brigata (anzianità 27 ottobre 1938), fu prima in servizio presso il comando della Divisione fanteria "del Piave" di Treviso, quale vicecomandante, e poi, dall'11 novembre dello stesso anno, sempre quale vicecomandante, nella 32ª Divisione fanteria "Marche" a Venezia, per poi assumerne prima il comando interinale e poi le funzioni di comandante, il 31 marzo 1939.
Rimase al comando della Divisione "Marche" sino al 4 gennaio 1940, quando fu nominato Capo di stato maggiore della 1ª Armata del generale Pietro Pintor.
Lì si trova all'atto dell'entrata in guerra del Regno d'Italia, avvenuta il 10 giugno 1940, partecipando alla battaglia delle Alpi Occidentali, sino al 20 agosto seguente, quando fu nominato segretario generale della Commissione Italiana d'Armistizio con la Francia (CIAF) con sede a Torino, permanendo a questo incarico per oltre due anni, sino al 23 dicembre 1942. Il 1º agosto 1941 venne insignito della Croce di Cavaliere dell'Ordine militare di Savoia. Dal giorno 24 fu nominato comandante della 1ª Divisione fanteria "Superga" operante in Tunisia, sostituendo il generale Dante Lorenzelli.
Promosso nel frattempo generale di divisione (anzianità 1º gennaio 1942), partecipò al comando della "Superga" a tutte le operazioni offensive e difensive del 1943 sul fronte tunisino sino alla resa, avvenuta il 12 maggio.
Condotto nel campo di concentramento francese di Saida, n. 6, situato nel comprensorio di Orano, nell'Algeria nord-orientale, con il suo vice generale di brigata Arturo Benigni ed altri 1 160 ufficiali di cui sei colonnelli, 24 tenenti colonnelli, 39 maggiori, 181 capitani, 351 tenenti, 541 sottotenenti e 224 tra sottufficiali e militari di truppa, adibiti ai servizi vari del campo. Fu un campo molto severo per il volere delle autorità francesi di punire a tutti i costi l'Italia, con personale di vigilanza algerino, in forza alla Legione straniera, ed egli vi permase sino all'aprile 1946, patendo soprusi di ogni genere.
Rientrato in Italia, dal 1º settembre 1946 fu assegnato all'Istituto Geografico Militare di Firenze per una seconda volta, come direttore, e vi rimase sino al 31 gennaio 1949. Nel frattempo venne elevato al rango di generale di corpo d'armata.
Il 24 novembre 1947 fu insignito della Croce di Ufficiale dell'Ordine militare d'Italia.
In seguito, dal 25 febbraio 1950, fu giudice collegiale al tribunale militare di Roma per il processo al Maresciallo d'Italia Rodolfo Graziani, unitamente ai generali Raffaele Pelligra, Maurizio Lazzaro de Castiglioni (membri), Emanuele Beraudo di Pralormo (presidente) e Enrico Santacroce (giudice relatore). Il processo ebbe termine il 2 maggio seguente con una condanna per l'imputato a 19 anni di carcere, subito ridotti a quattro e cinque mesi per effetto del condono. Si spense il 16 dicembre dello stesso anno all'ospedale militare del Celio a Roma a seguito di un'infezione tropicale contratta in prigionia.

## Pubblicazioni
- L'alto comando delle forze armate italiana, in Rivista Militare anno I, n.1, Roma, gennaio 1946.
- Le istituzioni militari italiane, in Rivista militare, anno II, n. 6, giugno 1946.
- Corea: sguardo geografico, politico e strategico, le operazioni militari, ammaestramenti e deduzioni, in L'Universo, anno 30, n. 5, Firenze, settembre-ottobre 1950.
- Fondamenti geografici della comunità atlantica e del blocco slavo, Torino, 1952.
- L'alto comando delle forze armate italiane dallo Statuto albertino al 1945 in Rivista Militare n.1, Roma, gennaio 1984.

### Annotazioni
1. ↑  Coadiuvato dal comandante della fanteria divisionale generale di brigata Arturo Benigni.
2. ↑  Si trattava di S. Agnello, Gabriele Barone, Ludovico Incisa di Camerana, G. Dispensa, D. Gabrielli – della Regia Aeronautica – e Tommaso Lequio di Assaba)
3. ↑  Tra cui i tenenti Salvatore Scanzo e Benedetto Giordano.

### Fonti
1. 1 2 3 4 5 6 7 8  Generals.
2. ↑  Coverdale 2015, p. 415.
3. ↑  Pettibone 2010, p. 115.
4. ↑  Sica 2015, p. 207.
5. 1 2 3  Combattenti e Reduci.
6. ↑  (EN) Cristiano D'Adamo, Abschnitt Benigni - A biography of the Bersagliere General Arturo Benigni, 2025, ISBN 979-8-218-71378-2.
7. 1 2 3  Vinceti 2003, p. 141.
8. 1 2  Quirinale Scheda - visto 30 luglio 2019
9. ↑  Gazzetta Ufficiale del Regno d'Italia n.295 del 14 dicembre 1942, pag.13.
10. ↑  Gazzetta Ufficiale del Regno d'Italia n.122 del 27 maggio 1936, pag.1727.